# 吉林铁道职业技术大学
吉林铁道职业技术大学是一所位于中华人民共和国吉林省吉林市的公立职业本科院校。

## 歷史
1948年10月，吉林铁路职工学校成立。後來該學校先後更名，在合併前的名字為吉林铁路经济学校。
1958年8月，吉林铁路职工业余大学成立。後來該學校先後更名，在合併前的名字為吉林铁路运输职工大学。
2001年6月，吉林铁路经济学校与吉林铁路运输职工大学合并，改名为吉林铁路经济学校。2006年2月23日，学校更名为吉林铁道职业技术学院，并开展本科办学。2025年3月升格并更名为吉林铁道职业技术大学。